# Paul Wilhelm (Journalist)
Paul Wilhelm (geboren als Paul Wilhelm Dworaczek 25. April 1873 in Wien, Österreich-Ungarn; gestorben 25. November 1916 in Wien) war ein österreichischer Journalist.

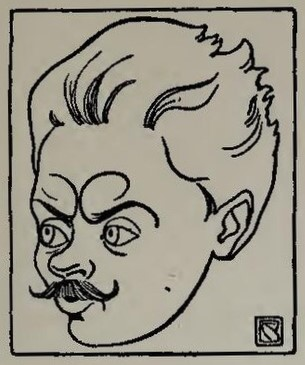
Bertha Czegka: Paul Wilhelm (1902)

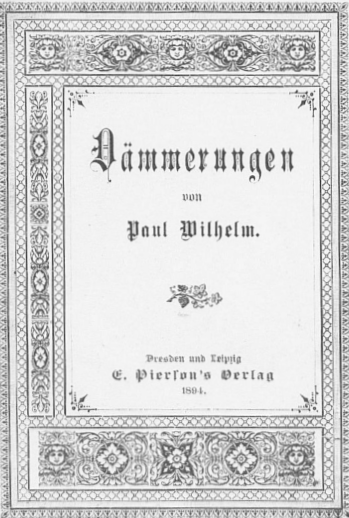
Dämmerungen (1894)

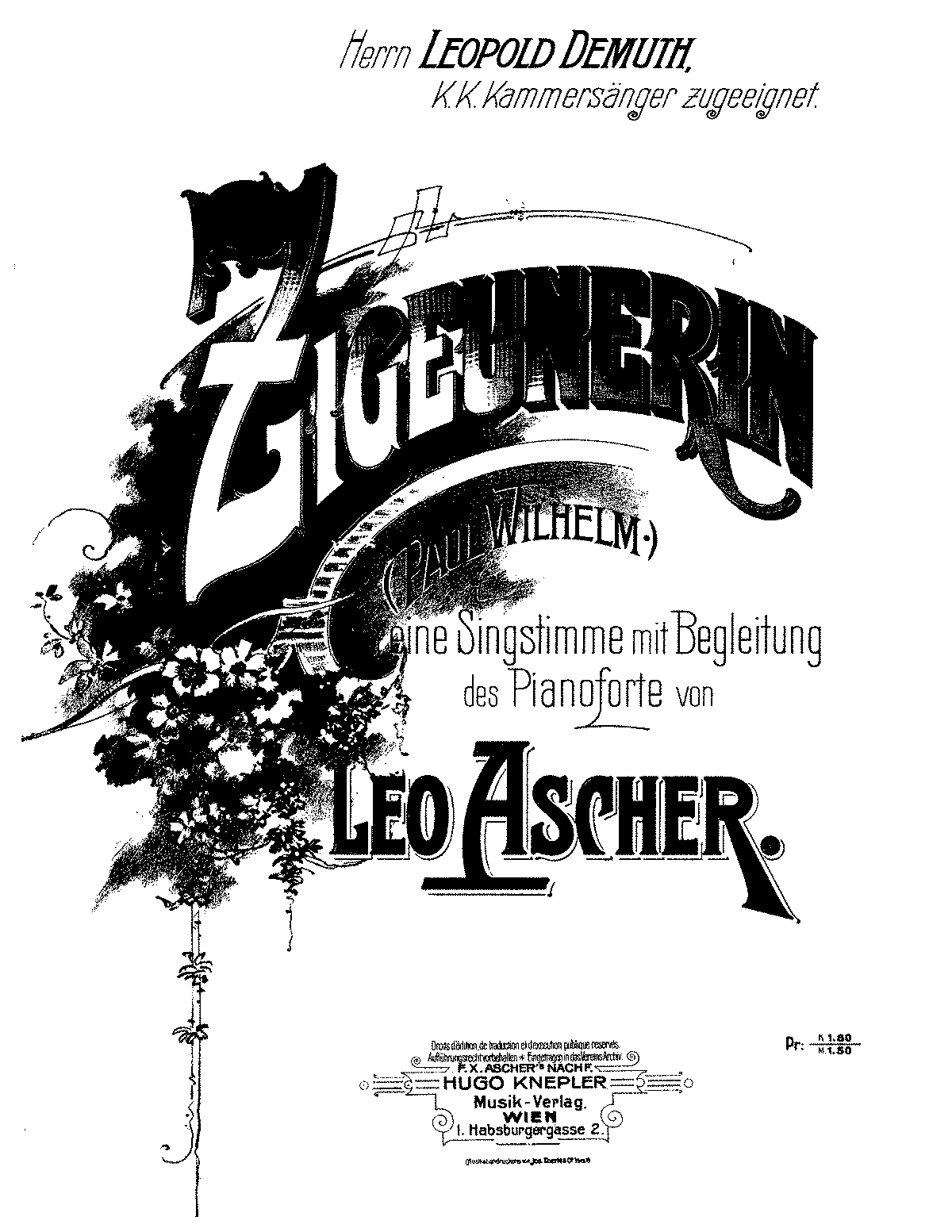
Leo Ascher: Die Zigeunerin

## Leben
Paul Wilhelm Dworaczek besuchte die Handelsakademie in Linz und studierte als außerordentlicher Hörer Philosophie an der Universität Wien. Unter dem Pseudonym Paul Wilhelm wirkte er in Wien als freier Schriftsteller, arbeitete als Dramaturg des Raimundtheaters und schrieb für verschiedene Zeitungen. Er war freier Rezitator von eigenen und fremden Dichtungen und hielt Vorträge über Kunst und Philosophie. 1906 erhielt er für sein Versdrama La Valliere den Bauernfeld-Preis. Einzelne Gedichte wurden von Dora Pejačević, Richard Stöhr und Leo Ascher vertont.

## Werke (Auswahl)
- Dämmerungen. Gedichte. 1894
- Wanderungen. Gedichte.
- Welt und Seele. Neue Gedichte. Leipzig: Georg Heinrich Meyer, 1898
- Der Künstler. 1902
- Der goldene Reif. Lustspiel. 1904
- La Vallière. Versdrama. 1906
- Der Tag des Hauses. Festspiel.
- Gesamtausgabe der Gedichte. 1913
- Wahrheit.